# Olivier Guyon

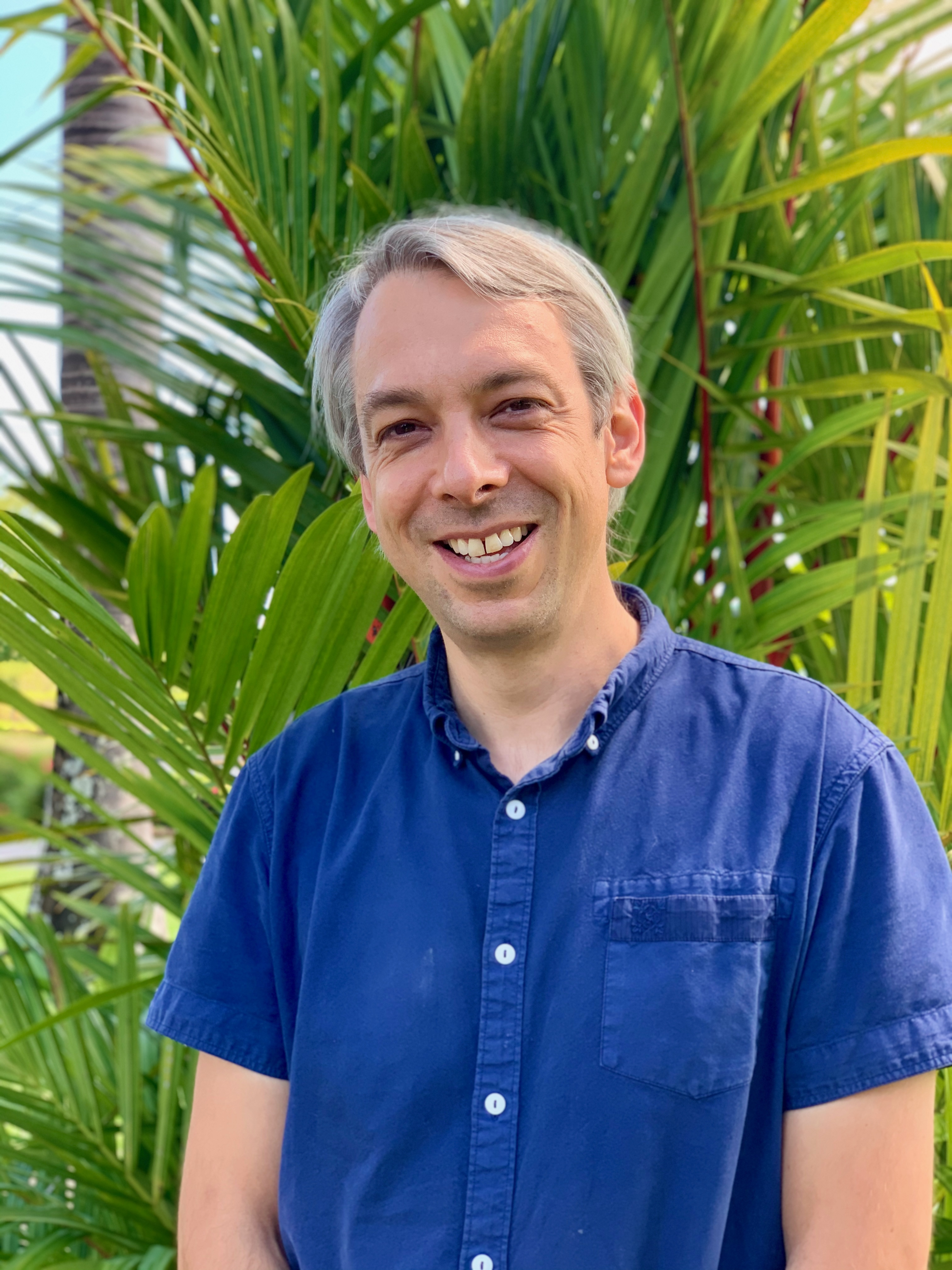
Olivier Guyon

Olivier Guyon (* 1976) ist ein französischer Astronom.

## Leben
Guyon war schon in seiner Jugend Amateurastronom. Er studierte ab 1996 an der École normale supérieure (ENS) mit dem Lizenziatsabschluss 2000 sowie am Institut für Astrophysik von Paris (1998/99) und wurde 2002 an der Universität Paris VI (Pierre et Marie Curie) bei Pierre Lena (Pariser Observatorium) und Francois Roddier (Universität Hawaii) promoviert (Wide Field Interferometric imaging and applications). Er ist seit 2008 Assistant Professor in der Fakultät für Astronomie und am College of Optical Science der University of Arizona in Tucson, am Center for Astronomical Adaptive Optics.
Außerdem ist er an der University of Victoria und seit 2002 Wissenschaftler am Subaru-Teleskop des National Observatory of Japan in Hawaii. Er leitet dort die Subaru Coronagraphic Extreme Adaptive Optics Group (SCExAO).
Guyon verbesserte mit einer neuen Technik die Auflösung von Koronografen an Teleskopen, wie sie etwa zur Beobachtung extrasolarer Planeten zum Einsatz kommen (Phased Induced Amplitude Apodization, PIAA, bzw. Phased Induced Amplitude Apodization Coronograph, PIAAC). Sein Verfahren reduzierte die notwendigen Spiegelteleskopdurchmesser um fast die Hälfte und erleichtern so erheblich die Entwicklung von geplanten speziellen Weltraumteleskopen für die Planetensuche. Von ihm stammen auch weitere Beiträge zur Instrumentenentwicklung auch für Amateurteleskope und in der Adaptiven Optik.
2012 wurde er MacArthur Fellow. 2003 erhielt er den Daniel Guinier Preis der französischen physikalischen Gesellschaft und 2006 erhielt er einen Early Career Award des US-Präsidenten.

## Schriften
- mit Eugene A. Pluzhnik, Raphael Galicher, Frantz Martinache, Stephen T. Ridgway, Robert A. Woodruff: Exoplanet Imaging with a Phase-induced Amplitude Apodization Coronagraph. I. Principle, Astrophysical Journal, Band 622, 2005, Nr. 1, S. 744, Abstract